# João Ramires de Gusmão
João Ramires de Gusmão (1270 -?) foi Senhor de Aviados, localidade do município espanhol de Valdepiélago, situado na provincia de Leão, em Castela e Leão.